# Демченко, Виктория Альбертовна
Демченко Виктория Альбертовна (род. 26 ноября 1995, Чусовой, Пермская область, Россия) — российская спортсменка, член сборной России по санному спорту. Бронзовый призёр чемпионата мира 2020 года, двукратный бронзовый призёр чемпионатов Европы. Заслуженный мастер спорта России

## Карьера

### Юниорская карьера
В 2012 году дебютировала в молодежной сборной России. Стаж в санном спорте — 7 лет. В сезоне 2013—2014 заняла третье место в общем зачете юниорского кубка мира. В 2015 году 2 серебра на Первенстве мира в Норвегии (личная гонка и командная). Чемпионка Европы среди юниоров 2015 г. (командная гонка). 2-кратная вице-чемпионка Европы среди юниоров в личных гонках.

### Взрослая карьера
С 2013 года выступает за основную сборную России. В 2015 году впервые приняла участие во взрослом чемпионате Европы, где заняла восьмое место.
В сезоне 2015/16 выступала на этапах Кубка мира в составе сборной России. На этапе Кубка мира в Сочи в 2016 году завоевала серебряную медаль, проиграв только Татьяне Ивановой. В общем зачёте Кубка мира 2015/16 заняла девятое место. На чемпионате Европы 2016 года стала пятой. Также в 2016 году стала бронзовым призёром чемпионата России в эстафете.
5 января 2019 года получила серьёзную травму во время спуска на этапе Кубка мира, проходящем в Кёнигсзее (Германия). Спортсменка была госпитализирована.
18 января 2020 года Виктория впервые стала призёром чемпионата Европы, показав третий результат на соревнованиях в норвежском Лиллехаммере. Через месяц Виктория выиграла бронзовую медаль на чемпионате мира в Сочи.
В сезоне 2019/2020 Виктория стала бронзовым призером общего зачета этапов Кубка Мира, завоевав также бронзу в общем зачете класса гонок «Спринт».

## Семья
Отец — Демченко, Альберт Михайлович, прославленный российский саночник, заслуженный мастер спорта России.